# John Conolly

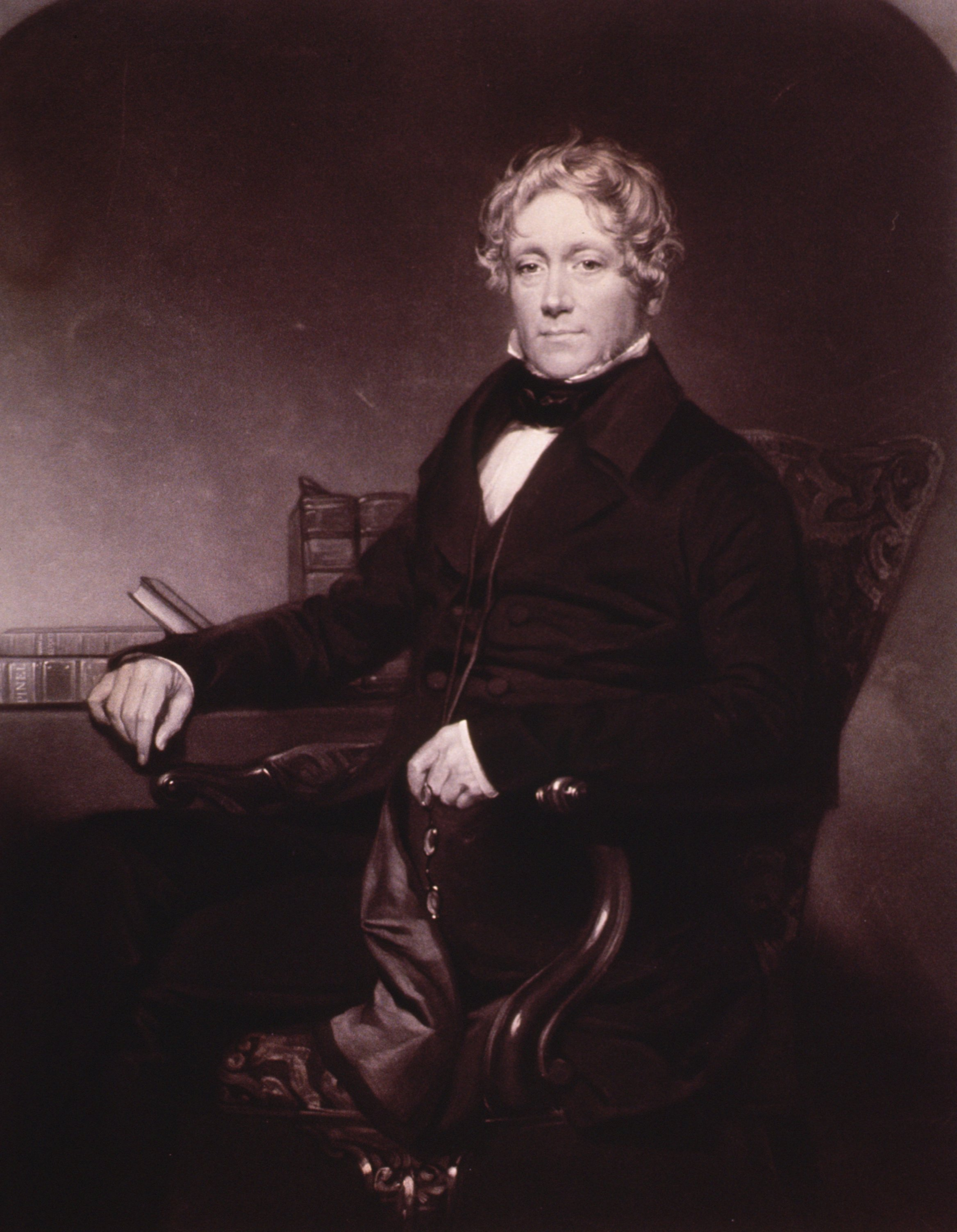
John Conolly

John Conolly (Market Rasen, Lincolnshire, 27 de mayo de 1794; Hanwell, 5 de marzo de 1866), fue un médico británico, cofundador de la asociación precursora de la British Medical Association, reconocido en la historia de la psiquiatría por el establecimiento del principio del non restrainten el tratamiento de los enfermos mentales.

## Biografía
John Connolly creció en una familia de procedencia irlandesa. Fue primeramente soldado y luego vivió por algún tiempo en Tours, Francia, de modo que comenzó sus estudios de medicina recién en 1817. Se graduó en 1821 en Edimburgo y trabajó como médico rural en Lewes (
Sussex Oriental), después en Chichester y más tarde en Stratford-on-Avon.
Entre 1828 y 1831 fue profesor del University College de Londres. Poco antes de mudarse a Warwick, publicó su libro Inquiry concerning the indications of insanity.
Ya instalado en Warwick, tomó contacto con Charles Hastings y John Forbes para fundar una asociación que inicialmente tenía el objetivo de mejorar la atención de salud en las zonas rurales. Esta modesta organización provincial se registró como «Provincial Medical and Surgical Association» en 1832 y se desarrolló hasta dar origen más tarde a la British Medical Association.
Desde 1833 y hasta 1835 — junto a John Forbes y Alexander Tweedie — fue editor de una conocida enciclopedia médica en cuatro tomos The Ciclopædia of Practical Medicine
En 1839 fue nombrado médico residente del Middlesex County Asylum, un asilo para alienados del condado de Hanwell. Esta institución era en aquel entonces el manicomio más grande de Inglaterra, con capacidad para 1000 internos, donde — en concordancia con las prácticas usuales de la época — se sometía a los internos a diversos maltratos físicos y medidas de fuerza. Inspirado en la idea original del non-restraint y la experiencia de Robert Gardiner Hill, quien previamente había probado la no coerción como método de tratamiento en un pequeño asilo para 100 alienados, Conolly realizó en Hanwell sus principales aportes teóricos y prácticos para la aplicación del non-restraint en una gran institución y su generalización como principio. Este método consistía en lo esencial en la renuncia absoluta a la aplicación de medidas coercitivas (tales como la aplicación de la fuerza física, la contención obligada o el aislamiento) en el tratamiento de la locura.
La forma de terapia que utilizó, aunque era muy simple y se basaba sencillamente en proporcionar los cuidados elementales sin quebrar la voluntad de los internos, llegó a merecer un nombre propio, conociéndose también como el «sistema Conolly». Nada sencillo resultó, en cambio, poner en práctica la reforma y Conolly debió enfrentarse a una fuerte oposición. No obstante, logró imponerse y ganar finalmente la aceptación de sus colegas con su obra The Treatment of the Insane without Mechanical Restraints (1856), que fue decisiva para la generación y desarrollo, durante el siglo XIX, de un movimiento que en psiquiatría social se conoce como el «movimiento del non-restraint» y para su posterior generalización en el Reino Unido como principio fundamental de la atención psiquiátrica.

## Obras
- (1830) An Inquiry Concerning The Indications of Insanity, with Suggestions for the better Protection and Care of the Insane[5]
- (1847) Construction and Government of Lunatic Asylums
- (1856) The Treatment of the Insane without Mechanical Restraints
- (1863) Essay on Hamlet